# 迈克·戴维森
迈克·戴维森（英語：Mike Davidson，1963年7月20日—），新西兰男子游泳运动员。他曾代表新西兰参加1982年和1986年英联邦运动会游泳比赛，其中1986年英联邦运动会获得一枚铜牌。